# جورج بيتشي
جورج بيتشي (بالإنجليزية: George Petchey)‏ هو لاعب كرة قدم ومدرب كرة قدم بريطاني في مركز نصف الجناح، ولد في 24 يونيو 1931 في وايت تشابل في المملكة المتحدة، وتوفي في 23 ديسمبر 2019. لعب مع كريستال بالاس وكوينز بارك رينجرز ووست هام يونايتد.

## وصلات خارجية
- جورج بيتشي على موقع Soccerbase.com (مدرب) (الإنجليزية)